# Eremanthus erythropappus
Eremanthus erythropappus là một loài thực vật có hoa trong họ Cúc. Loài này được (DC.) MacLeish mô tả khoa học đầu tiên năm 1987.